# Kettering (Ohio)
Kettering ist eine City in Montgomery und Greene County im US-Bundesstaat Ohio. Es ist ein Vorort vom nahe gelegenen Dayton. Nach der Volkszählung 2020 hatte die Stadt eine Gesamtbevölkerung von 57.862 Einwohnern.

## Geographie
Es ist der größte Vorort der Metropolregion von Dayton. Laut Angaben des United States Census Bureaus umfasst er ein Gebiet von 48,4 Quadratkilometer.
Die Stadt ist eine der wenigen, die eine Countygrenze überschreiten. Nur ein sehr kleiner Teil im Osten der Stadt liegt im Greene County, der weitaus überwiegende Teil liegt im Montgomery County. Die Stadt grenzt im Norden an Dayton, Riverside und Oakwood. Im Westen wird sie von Carrollton und Moraine begrenzt, im Süden von Centerville und Washington Township und im Osten von Beavercreek und Sugarcreek Township.

## Geschichte
Der erste Siedler auf dem Gebiet des heutigen Kettering war John Patterson, der hier im Jahre 1789 sein Blockhaus errichtete. Es dauerte jedoch bis 1841, als die Bevölkerung so weit angewachsen war, um ein eigenes Township, das Van Buren Township gründen zu können. Das Township existierte in dieser Form mehr als 100 Jahre lang.
Im November 1952 bestätigten die Einwohner des Van Buren Townships die Einrichtung einer eigenen Gemeinde auf dem Gebiet des Townships. Die neue Gemeinde wurde nach ihrem herausragendsten Bürger, Charles F. Kettering, dem Erfinder der elektrischen Zündung für Verbrennungsmotoren, benannt. Kettering lebte hier von 1914 bis zu seinem Tod 1958.
Im Jahr 1955 wurde eine außerordentliche Volkszählung in Kettering abgehalten, die einen Bevölkerungsstand von 38.118 ergab. Dies führte am 24. Juli 1955 zur Erhebung der Gemeinde zur City. Die Stadtverfassung trat mit 1. Januar 1956 in Kraft. Der Stadtrat besteht aus sieben Mitgliedern, er setzt sich aus je einem gewählten Vertreter der vier Stadtbezirke, zwei zusätzlichen gewählten Vertretern und dem Bürgermeister zusammen.

## Demographie
Zum Zeitpunkt des United States Census 2000 bewohnten Kettering 57.502 Personen. Die Bevölkerungsdichte betrug 1187,9 Personen pro km². Es gab 26.936 Wohneinheiten, durchschnittlich 556,4 pro km². Die Bevölkerung Ketterings bestand zu 95,23 % aus Weißen, 1,66 % Schwarzen oder African American, 0,18 % Native American, 1,38 % Asian, 0,02 % Pacific Islander, 0,33 % gaben an, anderen Rassen anzugehören und 1,19 % nannten zwei oder mehr Rassen. 1,11 % der Bevölkerung erklärten, Hispanos oder Latinos jeglicher Rasse zu sein.
Die Bewohner Ketterings verteilten sich auf 25.657 Haushalte, von denen in 26,9 % Kinder unter 18 Jahren lebten. 48,7 % der Haushalte stellten Verheiratete, 9,5 % hatten einen weiblichen Haushaltsvorstand ohne Ehemann und 38,7 % bildeten keine Familien. 33,4 % der Haushalte bestanden aus Einzelpersonen und in 12,7 % aller Haushalte lebte jemand im Alter von 65 Jahren oder mehr alleine. Die durchschnittliche Haushaltsgröße betrug 2,22 und die durchschnittliche Familiengröße 2,85 Personen.
Die Bevölkerung verteilte sich auf 22,5 % Minderjährige, 7,5 % 18–24-Jährige, 29,4 % 25–44-Jährige, 22,3 % 45–64-Jährige und 18,3 % im Alter von 65 Jahren oder mehr. Das Durchschnittsalter betrug 39 Jahre. Auf jeweils 100 Frauen entfielen 90,5 Männer. Bei den über 18-Jährigen entfielen auf 100 Frauen 86,7 Männer.
Das mittlere Haushaltseinkommen in Kettering betrug 45.051 US-Dollar und das mittlere Familieneinkommen erreichte die Höhe von 55.849 US-Dollar. Das Durchschnittseinkommen der Männer betrug 41.558 US-Dollar, gegenüber 28.921 US-Dollar bei den Frauen. Das Pro-Kopf-Einkommen belief sich auf 27.009 US-Dollar. 3,2 % der Bevölkerung und 4,6 % der Familien hatten ein Einkommen unterhalb der Armutsgrenze, davon waren 5,3 % der Minderjährigen und 3,6 % der Altersgruppe 65 Jahre und mehr betroffen.

## Partnerstädte
Kettering hat zwei Partnerstädte:
- Kettering, Vereinigtes Königreich
- Steyr, Österreich

## Söhne und Töchter der Stadt
- Nancy Cartwright (* 1957), Synchronsprecherin von Bart Simpson
- Andrew Hipsher (* 1980), Basketballtrainer
- A. J. Hawk (* 1984), Footballspieler
- Brooklyn Decker (* 1987), Model und Schauspielerin
- Natalie Uy (* 1994), philippinische Stabhochspringerin